# Jean Goffart
 (août 2024).
Si vous disposez d'ouvrages ou d'articles de référence ou si vous connaissez des sites web de qualité traitant du thème abordé ici, merci de compléter l'article en donnant les références utiles à sa vérifiabilité et en les liant à la section « Notes et références ».
Pour les articles homonymes, voir Jean Goffart (homonymie) et Goffart.
Jean Goffart, né à Dinant le 12 août 1921 et décédé à Dinant le 17 septembre 1993, est un militant wallon et homme politique belge.
Sénateur du Rassemblement wallon de 1968 à 1977, il fut également bourgmestre de Dinant de 1961 à 1964. En dépit d'un grand succès électoral en 1971 aux élections communales de sa ville natale (sept sièges sur 15, 40 % des voix et 2 283 voix de préférence), il fut rejeté dans l'opposition communale par une coalition des partis traditionnels.